# Hannes Seifert
Hannes Seifert (* 1971) ist ein österreichischer Spieleentwickler, -Musiker und -Produzent. Er gilt als eine der einflussreichsten Personen in der österreichischen Spieleentwickler-Szene und arbeitete seit 1987 an mehr als 25 Spielen.
Bereits Anfang der 1990er Jahre war er als Spielemusiker tätig, unter anderem komponierte er Musikstücke zu den Spielen 1869 – Hart am Wind und Burntime von Max Design. 1993 gründete er zusammen mit Niki Laber und Peter Baustädter das Entwicklungs-Studio neo Software. Das erste Projekt des neuen Unternehmens war das 1993 erschienene Whale’s Voyage. neo Software entwickelte unter anderem auch das Amiga-Kultspiel Der Clou! oder den ersten Teil der Strategiespiel-Reihe Die Völker.
2001 wurde neo Software von Take 2 übernommen und zwei Jahre später in Rockstar Vienna umbenannt.
Bei Rockstar Vienna arbeitete Hannes Seifert an vielen Spielen von Rockstar Games mit, unter anderem als Executive Producer an den Xbox-Versionen von Grand Theft Auto III und Grand Theft Auto: Vice City sowie als Senior Producer an der Xbox- und PS2-Version von Max Payne 2: The Fall of Max Payne
Anfang 2006 wurde Rockstar Vienna geschlossen. Hannes Seifert gründete daraufhin zusammen mit Niki Laber das Studio Games That Matter, das 2007 vom deutschen Spiele-Publisher Deep Silver gekauft und anschließend in Deep Silver Vienna umbenannt wurde. Deep Silver Vienna veröffentlichte Ende 2009 mit Cursed Mountain für Wii das erste eigene Spiel. Seifert verließ Deep Silver Ende Januar 2010, um bei Square Enix als Production Director für IO Interactive zu arbeiten. Im selben Monat teilte Koch Media mit, Deep Silver Vienna per 31. Januar 2010 zu schließen. Im Juni 2013 wurde Seifert zum Studio Head von IO Interactive ernannt. Im März 2017 wechselte Seifert zu Riot Games, wo er die Rolle des Country Manager für den deutschsprachigen Raum übernahm.
2020 wurde er dann zum Head of Publishing von Europa befördert.